# Meike de Bruijn
Meike de Bruijn née le 15 avril 1970  à Amsterdam, est une coureuse cycliste professionnelle néerlandaise.

## Palmarès sur route
- 1993
  - 1re étape de WCRA Four-day
- 1995
  - 2e de la Route du Muscadet
  - 31e du contre-la-montre des championnats du monde de cyclisme sur route 1995
- 1996
  - 2e du championnat des Pays-Bas sur route
  - 30e du contre-la-montre des championnats du monde de cyclisme sur route 1996
- 1997
  - 4e étape du Krasna Lipa Tour
  - 28e du contre-la-montre des championnats du monde de cyclisme sur route 1997
- 1998
  - 7e étape de Tour de l'Aude
- 2000
  - 2e étape de Gracia Orlová
  - 2e de Gracia Orlová